# Liste finnischer Vornamen
Die folgende Liste ist eine Sammlung von Vornamen, die unter der finnischsprachigen Bevölkerung in Finnland gebräuchlich sind.
Männliche Vornamen: A B C D E F G H I J K L M N O P Q R S T U V W X Y Z.
Weibliche Vornamen: A B C D E F G H I J K L M N O P Q R S T U V W X Y Z.

## Männliche Vornamen
| Inhaltsverzeichnis A B C D E F G H I J K L M N O P Q R S T U V W X Y Z |

### A
| Name                    | Bedeutung                                                             | Namenstag     | deutsche Entsprechung |
| ----------------------- | --------------------------------------------------------------------- | ------------- | --------------------- |
| Äänis                   |                                                                       |               |                       |
| Aapeli                  |                                                                       | 2. Januar     | Abel                  |
| Aapo, Aappo             |                                                                       | 18. Dezember  | Abraham               |
| Aarne, Aarni, Aarno     |                                                                       | 16. November  | Arnold                |
| Aatami                  |                                                                       | 24. Dezember  | Adam                  |
| Aatos                   | „Denken“                                                              | 8. November   |                       |
| Aatto, Aatu, Aadolf     |                                                                       | 23. Juni      | Adolf                 |
| Ahti, Ahto              | Gott der Flüsse, des Meeres und des Fischfangs in der fin. Mythologie | 21. Juni      |                       |
| Aimo                    |                                                                       | 29. November  |                       |
| Aki                     | Kurzform von Joakim                                                   | 20. März      | Achim, Joachim        |
| Akseli                  |                                                                       | 23. März      | Axel                  |
| Aku                     | Kurzform von Aukusti                                                  | 7. Januar     | August                |
| Aleksanteri, Ale, Ali   |                                                                       | 11. September | Alexander             |
| Aleksi, Aleksis         |                                                                       | 10. Oktober   | Alexius               |
| Alpertti, Albert, Altti |                                                                       | 24. April     | Albert                |
| Anselmi, Anssi          |                                                                       | 21. April     | Anselm                |
| Antero, Antti           |                                                                       | 30. November  | Andreas               |
| Armas                   | „Liebling“                                                            | 28. März      |                       |
| Arto, Arttu, Artturi    |                                                                       | 31. Oktober   | Arthur                |
| Arvo                    | „Wert“                                                                | 3. Juli       |                       |
| Aukusti, August         |                                                                       | 7. Januar     | August                |
| Aulis                   | „hilfreich“                                                           | 16. August    |                       |

### D
| Name   | Bedeutung          | Namenstag    | deutsche Entsprechung |
| ------ | ------------------ | ------------ | --------------------- |
| Daavid | siehe auch Taavati | 30. Dezember | David                 |

### E
| Name                 | Bedeutung | Namenstag    | deutsche Entsprechung |
| -------------------- | --------- | ------------ | --------------------- |
| Edvard               |           | 18. März     | Eduard                |
| Eelis, Elias, Eljas  |           | 9. April     | Elias                 |
| Eemeli, Emil         |           | 30. August   | Emil                  |
| Eerikki, Eero, Erkki |           | 18. Mai      | Erich                 |
| Eetu                 |           | 18. März     | Eduard                |
| Eevert, Eevertti     |           | 9. September |                       |
| Einari, Eino         |           | 17. November |                       |
| Elmer, Elmeri, Elmo  |           | 3. Januar    |                       |
| Ensio                | „erster“  | 9. Juni      |                       |
| Ernesti, Erno        |           | 13. März     | Ernst                 |
| Esa, Esaias          |           | 6. Juli      | Esaias, Isaiah        |
| Esko                 |           | 12. Juni     |                       |

### H
| Name                            | Bedeutung | Namenstag    | deutsche Entsprechung |
| ------------------------------- | --------- | ------------ | --------------------- |
| Hannes, Hannu                   |           | 27. Dezember | Hannes                |
| Harri                           |           | 6. Januar    | Heinrich, Harri       |
| Heikki, Henri, Henrik, Henrikki |           | 19. Januar   | Henrik, Heinrich      |
| Heimo                           |           | 15. Dezember |                       |
| Heino                           |           | 8. Mai       | Heinrich              |
| Hemminki, Hemmo                 |           | 22. Mai      |                       |
| Herkko, Herman, Hermanni        |           | 12. Juli     | Hermann               |

### I
| Name                       | Bedeutung                                                            | Namenstag    | deutsche Entsprechung |
| -------------------------- | -------------------------------------------------------------------- | ------------ | --------------------- |
| Iikka, Iiro, Iisakki, Isko |                                                                      | 19. Dezember | Isaak                 |
| Iivari, Iivo               |                                                                      | 22. August   | Ivar                  |
| Ilari                      |                                                                      | 13. Juli     | Hilarius              |
| Ilkka                      |                                                                      | 16. März     |                       |
| Ilmari, Ilmo               | Kurzformen von Ilmarinen, dem Schmiedehelden in der finn. Mythologie | 16. Januar   |                       |
| Ilpo, Ilppo                |                                                                      | 28. April    |                       |
| Immanuel, Immo             |                                                                      | 26. März     | Immanuel              |
| Into                       | „Enthusiasmus“                                                       | 20. Juni     |                       |
| Ismo                       |                                                                      | 23. November | Ismael                |
| Isto                       |                                                                      | 9. September |                       |

### J
| Name                                        | Bedeutung                                        | Namenstag    | deutsche Entsprechung |
| ------------------------------------------- | ------------------------------------------------ | ------------ | --------------------- |
| Jaakkima, Joakim                            |                                                  | 20. März     | Joachim               |
| Jaakko, Jaakob, Jaakoppi                    |                                                  | 25. Juli     | Jakob                 |
| Jalmari, Jari                               |                                                  | 20. November | Hjalmar               |
| Jalo                                        | „edel, freundlich“                               | 16. April    |                       |
| Jami                                        |                                                  | 6. April     |                       |
| Jani, Janne                                 |                                                  | 24. Juni     | Johann, Jan           |
| Jarkko, Jarmo, Jarno, Jere, Jeremias, Jorma | „Gott erhöht“                                    | 26. Juni     | Jeremias              |
| Jesse                                       |                                                  | 13. August   |                       |
| Joel                                        |                                                  | 13. Juli     | Joel                  |
| Johannes, Jussi                             | siehe auch Juha                                  | 24. Juni     |                       |
| Joni, Jonne, Jonni, Joona/s, Jouni          |                                                  | 29. März     | Jonas                 |
| Joonatan                                    |                                                  | 26. Januar   | Jonathan              |
| Joosef, Jooseppi                            |                                                  | 19. März     | Joseph                |
| Jouko                                       | Kurzform von Joukahainen (Name aus dem Kalevala) | 14. Dezember |                       |
| Jousia                                      |                                                  | 18. November | Joschua               |
| Juha, Juhana, Juhani, Juho, Jukka           | siehe auch Johannes                              | 24. Juni     | Johannes              |
| Julius                                      |                                                  | 12. April    | Julius                |
| Juuso                                       |                                                  | 19. März     | Joseph                |
| Jyri, Jyrki                                 | siehe auch Yrjö                                  | 23. April    | Georg                 |

### K
| Name                      | Bedeutung                               | Namenstag     | deutsche Entsprechung |
| ------------------------- | --------------------------------------- | ------------- | --------------------- |
| Kaapo, Kaappo, Kaapro     |                                         | 24. März      | Gabriel               |
| Kaarle, Kaarlo, Kalle     |                                         | 28. Januar    | Karl                  |
| Kalervo                   | Charakter im Kalevala                   | 11. März      |                       |
| Kaleva, Kalevi            | von Kaleva; myth. Stammvater der Finnen | 10. September |                       |
| Kari, Karri               |                                         | 11. Januar    |                       |
| Kasperi                   |                                         | 20. Oktober   | Kasper                |
| Kauko                     | „weit weg“                              | 3. März       |                       |
| Kauno                     |                                         | 20. Oktober   |                       |
| Keijo                     |                                         | 21. Februar   |                       |
| Keimo                     |                                         | 6. August     |                       |
| Kerkko                    |                                         | 20. Dezember  | Jonathan              |
| Konsta, Konstantin, Kosti |                                         | 212. Mai      | Konstantin            |
| Kristian                  |                                         |               | Christian             |
| Kuisma                    |                                         | 26. September |                       |
| Kullervo                  | Charakter in der finn. Mythologie       | 25. September |                       |
| Kustaa, Kustavi, Kyösti   |                                         | 6. Juni       | Gustav                |

### L
| Name                | Bedeutung | Namenstag  | deutsche Entsprechung |
| ------------------- | --------- | ---------- | --------------------- |
| Lari                |           | 13. Juli   | Lorenz                |
| Lasse, Lassi, Lauri |           | 10. August | Lorenz                |
| Launo               |           | 7. Juli    | Nikolaus              |
| Leevi               |           | 18. August | Levi                  |

### M
| Name                               | Bedeutung       | Namenstag     | deutsche Entsprechung |
| ---------------------------------- | --------------- | ------------- | --------------------- |
| Mainio                             | „ausgezeichnet“ | 5. September  |                       |
| Manne, Manu                        |                 | 26. März      |                       |
| Markku, Marko, Markus              |                 | 25. April     | Markus                |
| Martti                             |                 | 10. November  | Martin                |
| Matias, Matti                      |                 | 24. Februar   | Matthias              |
| Mauno, Manu                        |                 | 19. August    | Magnus                |
| Mauri                              |                 | 22. September | Moritz                |
| Mies                               | „Mann“          | 28. Januar    |                       |
| Mika, Miikka, Mikael, Mikko, Miska |                 | 29. September | Michael               |
| Miro, Mirro                        |                 | 7. September  |                       |

### N
| Name                         | Bedeutung | Namenstag   | deutsche Entsprechung |
| ---------------------------- | --------- | ----------- | --------------------- |
| Nestori                      |           | 26. Februar | Nestor                |
| Niilo, Niklas, Niko, Nikolai |           | 6. Dezember | Nikolaus              |
| Nuutti                       |           | 13. Januar  |                       |

### O
| Name        | Bedeutung              | Namenstag     | deutsche Entsprechung |
| ----------- | ---------------------- | ------------- | --------------------- |
| Ohto, Otso  | „Bär“                  | 11. Oktober   |                       |
| Oiva        | „auserlesen, prächtig“ | 29. Mai       |                       |
| Olavi, Olli |                        | 29. Juli      | Olaf                  |
| Onni        | „Glück“                | 28. Februar   |                       |
| Orvo        |                        | 13. September |                       |
| Oskari      |                        | 1. Dezember   | Oskar                 |
| Osmo        | „junger Mann“          | 11. Mai       |                       |
| Ossi/an     |                        | 17. Juli      |                       |

### P
| Name                                  | Bedeutung                             | Namenstag    | deutsche Entsprechung |
| ------------------------------------- | ------------------------------------- | ------------ | --------------------- |
| Paavali, Paavo, Paul, Pauli           |                                       | 25. Januar   | Paul                  |
| Panu                                  |                                       | 11. November |                       |
| Pasi                                  |                                       | 30. Mai      | Basilius              |
| Patrik                                |                                       | 16. April    | Patrick               |
| Pekka, Pekko, Petri, Pietari, Petteri |                                       | 29. Juni     | Peter                 |
| Pellervo                              | Gott der Ernte in der fin. Mythologie | 2. April     |                       |
| Pentti                                |                                       | 21. März     | Benedikt              |
| Pertti                                | Kurzform von Rooperti oder Alpertti   | 24. April    | Bert                  |
| Perttu                                |                                       | 24. August   | Bartholomäus          |
| Pirkka                                |                                       | 1. September |                       |
| Pyry                                  | „Schneetreiben“                       | 1. November  |                       |
| Päiviö, Päivö                         |                                       | 30. Juni     | Jonas                 |

### R
| Name                        | Bedeutung | Namenstag    | deutsche Entsprechung |
| --------------------------- | --------- | ------------ | --------------------- |
| Raafael                     |           | 22. Dezember | Raphael               |
| Raimo                       |           | 3. Oktober   | Reimund               |
| Raine, Rainer, Raino, Rauno |           | 20. November | Rainer                |
| Rami                        |           | 18. Dezember |                       |
| Rasmus                      |           | 24. Oktober  | Erasmus               |
| Rauli                       |           | 27. August   |                       |
| Reijo                       |           | 12. März     | Gregor                |
| Reino                       |           | 16. Juni     | Reinold               |
| Reko                        |           | 12. März     |                       |
| Rikhard, Riku               |           | 7. Februar   | Richard               |
| Risto                       |           | 15. März     | Christoph             |
| Robert, Roope, Rooperti     |           | 7. Juni      | Robert                |
| Roni                        |           | 5. September |                       |

### S
| Name                       | Bedeutung                           | Namenstag     | deutsche Entsprechung |
| -------------------------- | ----------------------------------- | ------------- | --------------------- |
| Sakari, Saku               |                                     | 14. Januar    | Zacharias             |
| Salomo, Salomon            |                                     | 8. Juni       | Salomon               |
| Sami, Samu, Samuel, Samuli |                                     | 20. August    | Samuel                |
| Sampo                      | fabelhaftes Gerät aus dem Kalevala  | 3. April      |                       |
| Sampsa                     | Gott der Ernte, siehe auch Pellervo | 7. Dezember   |                       |
| Santeri, Santu             | siehe auch Aleksanteri              | 11. September | Alexander             |
| Saul, Sauli                |                                     | 27. März      | Saul                  |
| Seppo                      | siehe auch Joosef                   | 10. Juni      | Joseph                |
| Severi                     |                                     | 23. Oktober   | Severin               |
| Silvo, Sylvester           |                                     | 31. Dezember  | Silvester             |
| Simo                       |                                     | 28. Oktober   | Simon                 |
| Sipi, Sippo                |                                     | 15. Februar   |                       |
| Soini                      |                                     | 21. August    | Sven                  |
| Sulevi                     |                                     | 15. Juni      |                       |
| Sulho, Sulo                | „süß“                               | 18. November  |                       |

### T
| Name                 | Bedeutung                                       | Namenstag    | deutsche Entsprechung |
| -------------------- | ----------------------------------------------- | ------------ | --------------------- |
| Taavetti, Taavi      |                                                 | 30. Dezember | David                 |
| Tahvo, Tapani, Teppo |                                                 | 26. Dezember | Stephan               |
| Taisto               | „Kampf“                                         | 7. November  |                       |
| Taito                |                                                 | 14. April    |                       |
| Taneli, Tatu         |                                                 | 11. Dezember | Daniel                |
| Tapio                | In der fin. Mythologie der Gott des Waldes      | 18. Juni     |                       |
| Tarmo                | „Energie“                                       | 6. März      | Jeremias              |
| Tarvo                |                                                 | 13. März     |                       |
| Tauno                | „friedlich, bescheiden“ im karelischen Finnisch | 28. August   |                       |
| Teemu                |                                                 | 1. Juni      | Nikodemus             |
| Teijo                |                                                 | 29. April    |                       |
| Tenho                |                                                 | 18. November |                       |
| Terho                | „Eichel“                                        | 3. November  |                       |
| Tero                 | Kurzform von Antero                             | 10. April    | Andreas               |
| Teuvo                | „Gottes Geschenk“ Finnische Form von Teo/Theo   | 9. November  | Theodor               |
| Timo                 |                                                 | 9. Mai       | Timo, Timotheus       |
| Tino                 |                                                 | 14. Februar  |                       |
| Toimi                | siehe auch Johannes                             | 6. August    | Johannes              |
| Toivo                | „Hoffnung“                                      | 4. Juni      | Julius                |
| Tomi, Tommi          | Kurzform von Thomas                             | 21. Dezember | Thomas                |
| Toni                 |                                                 | 17. Januar   |                       |
| Topi, Topias         |                                                 | 2. November  | Tobias                |
| Torsti               |                                                 | 27. Februar  | Thorsten              |
| Touko                |                                                 | 24. Mai      |                       |
| Tuomas, Tuomo        |                                                 | 21. Dezember | Thomas                |
| Tuukka               |                                                 | 24. Mai      |                       |
| Tuure                |                                                 | 28. April    | Thure                 |

### U
| Name         | Bedeutung                                                                 | Namenstag   | deutsche Entsprechung |
| ------------ | ------------------------------------------------------------------------- | ----------- | --------------------- |
| Ukko         | „alter Mann“ und Gott des Himmels und des Donners in der finn. Mythologie | 4. April    |                       |
| Uljas        |                                                                           | 19. Oktober |                       |
| Untamo, Unto | Charakter in der Kalevala                                                 | 5. Juli     | Hjalmar               |
| Uolevi, Uoti |                                                                           | 29. Juli    | Olaf                  |
| Urho         | „tapfer“                                                                  | 17. Juni    |                       |
| Urmas        |                                                                           | 29. Oktober |                       |
| Urpo         |                                                                           | 25. Mai     |                       |
| Usko         | „Glaube“                                                                  | 30. März    |                       |
| Uuno         |                                                                           | 25. Juni    |                       |

### V
| Name                                 | Bedeutung                                             | Namenstag     | deutsche Entsprechung |
| ------------------------------------ | ----------------------------------------------------- | ------------- | --------------------- |
| Valdemar, Valto                      |                                                       | 18. April     | Waldemar              |
| Valio                                | „prima-“                                              | 2. Oktober    | Hjalmar               |
| Valo                                 | „Licht, Schein“                                       | 3. Februar    |                       |
| Valtteri                             |                                                       | 29. Januar    | Walter                |
| Veeti                                |                                                       |               |                       |
| Veetrikki                            |                                                       |               | Friedrich             |
| Veijo, Veikko                        | Formen von Veli                                       | 9. Januar     |                       |
| Veini                                | „Energie“                                             | 21. August    |                       |
| Veli                                 | „Bruder“, siehe auch Veijo                            | 9. Januar     |                       |
| Verneri                              |                                                       | 17. August    | Werner                |
| Vesa                                 | „Sprössling“                                          | 27. September |                       |
| Vihtori                              |                                                       | 22. März      | Viktor                |
| Vilhelm, Vilho, Vili, Viljami, Ville |                                                       | 6. April      | Wilhelm               |
| Viljo                                | Kurzform von Vilhelm                                  | 27. Januar    | Willy                 |
| Vilppu                               |                                                       | 8. März       | Philipp               |
| Visa                                 |                                                       | 22. Januar    |                       |
| Voitto                               | „Sieg“                                                | 14. Februar   |                       |
| Väinamö, Väinö                       | Kurzform von Väinämöinen; Held in der fin. Mythologie | 17. Februar   |                       |

### Y
| Name         | Bedeutung        | Namenstag | deutsche Entsprechung |
| ------------ | ---------------- | --------- | --------------------- |
| Ylermi       |                  | 6. Mai    |                       |
| Yrjänä, Yrjö | siehe auch Jyrki | 23. April | Georg                 |

## Weibliche Vornamen

### A
| Name                          | Ursprung/Bedeutung | Namenstag                                        | deutsche Entsprechung    |
| ----------------------------- | --- | ------------------------------------------------ | ------------------------ |
| Aada                          | vom Hebräischen עדה (ādā)/„die vom Herrn geschmückte“ oder einfach „Schönheit, Zier“ | 16. Dezember                                     | Ada                      |
| Aamu                          | „der Morgen“ | 2. Februar                                       |                          |
| Aija                          | | 25. März                                         |                          |
| Aila, Aili                    | | 17. September/16. Juli (orthodox)                |                          |
| Aina, Aini, Ainikki, Aino     | „die Einzige“, Aino ist eine Figur im Kalevala, wobei der Name erst durch Elias Lönnrot geschaffen wurde                                                                                             | 10. Mai                                          |                          |
| Aira, Airi                    | | 4. Dezember/18. September (orthodox)             |                          |
| Aleksandra                    | vom griechischen ἀλέξειν (alexein) „(be)schützen, verteidigen“ und ἀνδρός (andros) (Genitivform von ἀνήρ anēr „Mann“)                                                                                | 11. September/23. April (orthodox)               | Alexandra                |
| Aliina, Alina                 | | 22. April/13. Juni (orthodox)                    |                          |
| Aliisa                        | finnische Form von Alice | 14. Juli/16. Juli (orthodox)                     | Alice, (Adelheid)        |
| Alli                          | finnisch für Eisente oder vom skandinavischen Alfhild | 31. Januar/26. März (orthodox)                   |                          |
| Alma                          | vom hebräischen Wort עלמה (Almáh) bedeutet „junge Frau“ bzw. vom lateinischen Wort almus („nährend“, „fruchtbar“)                                                                                    | 28. Mai                                          | Alma                     |
| Amalia                        | vom gotischen Namensbestandteil Amal- („tüchtig“, „tapfer“) | 19. Mai                                          | Amalia/Amalie            |
| Amanda                        | vom lateinischen Gerundivum amandus, -a, -um des lateinischen Verbs amare (dt. lieben)/„die, die geliebt werden muss“ oder „die Liebenswerte“                                                        | 26. Oktober                                      | Amanda                   |
| Anelma                        | vom finnischen Verb anoa (jemanden um etwas bitten, jemanden um etwas ersuchen) | 2. Dezember                                      |                          |
| Anita, Anitta, Anja           | vom hebräischen Vornamen Hannah („Liebreiz“, „Anmut“, „Gnade“) | 22. Oktober/9. Dezember (orthodox)               | Anna, Anne               |
| Anna, Anne, Anneli, Anni, Anu | vom hebräischen Vornamen Hannah („Liebreiz“, „Anmut“, „Gnade“) | 9. Dezember                                      | Anna, Anne               |
| Anniina                       | vom hebräischen Vornamen Hannah („Liebreiz“, „Anmut“, „Gnade“) | 22. Oktober                                      | Annina                   |
| Annika, Annikki, Annukka      | vom hebräischen Vornamen Hannah („Liebreiz“, „Anmut“, „Gnade“), Annikki ist im Kalevala die Schwester von Ilmarinen, in der finnischen Mythologie ein Waldgeist und die Schutzpatronin der Waldtiere | 9. Dezember                                      | Annika                   |
| Ansa                          | vom finnischen Wort ansio (Verdienst, Wert, Gewinn) oder ansa (Falle, Schlinge) | 4. September                                     |                          |
| Arja                          | von Eino Leino im Gedicht 'Arja and Selinä' (1916) eingeführte Variante von Irja | 28. September/18. September (orthodox)           |                          |
| Armi                          | finnische Form von Armida, eine Zauberin im Gedicht 'Das befreite Jerusalem' (1575) von Torquato Tasso                                                                                               | 4. Februar/13. Oktober (orthodox)                |                          |
| Asta                          | finnische Form von Augusta oder Astrid | 30. Juli/29. Oktober und 22. Dezember (orthodox) | Augusta, Auguste, Astrid |
| Auli, Aulikki                 | | 16. Dezember                                     |                          |
| Aune, Auni                    | finnische Form von Agnes, vom griechischen hagnos, -e, -on („rein, geheiligt, geweiht“) oder vom lateinischen agnus („Lamm“)                                                                         | 21. Januar                                       | Agnes                    |
| Aura, Auri, Aurora            | von Aura, in der griechischen Mythologie die Göttin der Morgenbrise oder von Aurora, die römische Göttin der Morgenröte                                                                              | 10. März                                         | Aurora                   |

### B
| Name     | Ursprung/Bedeutung                                                                         | Namenstag  | deutsche Entsprechung |
| -------- | ------------------------------------------------------------------------------------------ | ---------- | --------------------- |
| Birgitta | weibliche Form von Birger, stammend vom altnordischen Birghir („Helfer“ oder „Beschützer“) | 7. Oktober | Birgit, Birgitte      |

### E
| Name                           | Ursprung/Bedeutung                                                                             | Namenstag                                                                   | deutsche Entsprechung |
| ------------------------------ | ---------------------------------------------------------------------------------------------- | --------------------------------------------------------------------------- | --------------------- |
| Eerika                         | aus dem Germanischen                                                                           | 18. Mai                                                                     | Erika                 |
| Eeva, Eevi                     | vom hebräischen „chawah“ (חוּה) (die Leben Schenkende, Mutter der Lebendigen)                   | 24. Dezember/26. Juli, 14. Oktober, 28. Oktober und 12. Dezember (orthodox) | Eva                   |
| Eija                           | womöglich vom finnischen Freudenruf eijaa!                                                     | 19. Februar/9. November (orthodox)                                          |                       |
| Eila                           | finnische Variante von Elisabeth bzw. Eileen                                                   | 30. Oktober/10. Oktober (orthodox)                                          |                       |
| Eine, Eini                     | weibliche Variante von Eino                                                                    | 23. Januar                                                                  |                       |
| Eire                           | von Eir, der Göttin der Heilkunde in der nordischen Mythologie                                 | 9. August/7. Juni (orthodox)                                                |                       |
| Elena                          | Variante von Helena                                                                            | 31. Juli                                                                    |                       |
| Eleonoora                      | finnische Variante von Eleonore, Bedeutung nicht sicher                                        | 11. Juli/13. August (orthodox)                                              | Eleonore              |
| Eliisa, Elisa, Elisabet, Elise | finnische Varianten von Elisabeth                                                              | 19. November/24. April und 5. September (orthodox)                          | Elisa, Elisabeth      |
| Elina, Ella, Ellen             | Varianten von Helena                                                                           | 10. Februar/21. Mai (orthodox)                                              |                       |
| Elli                           | Kurzform von Eleonoora                                                                         | 11. Juli                                                                    |                       |
| Elma, Elmi                     | Kurzform von Wilhelmine                                                                        | 12. Februar                                                                 | Helma, Wilma          |
| Elna                           | Variante von Helena                                                                            | 10. Februar                                                                 |                       |
| Elsa, Elsi, Else               | Kurzformen von Elisabeth                                                                       | 14. Oktober                                                                 | Else                  |
| Elvi, Elviira                  | finnische Varianten von Elvira, Bedeutung und Herkunft ungewiss                                | 27. Juni/17. September (orthodox)                                           | Elvira                |
| Emilia, Emma, Emmi             | von der römischen Patrizierfamilie der Aemilier, vom lateinischen aemulus (Rivale, Konkurrent) | 19. Mai                                                                     | Emilia, Emilie, Emma  |
| Enni                           | weibliche Variante von Eino                                                                    | 23. Januar/10. Februar (orthodox)                                           |                       |
| Erja                           | Variante von Irja                                                                              | 9. August                                                                   |                       |
| Essi, Ester, Esteri            | biblischen Ursprungs                                                                           | 16. Mai                                                                     | Esther                |
| Eveliina                       | Variante von Eva                                                                               | 24. Dezember                                                                | Evelin, Eveline       |

### F
| Name   | Ursprung/Bedeutung                        | Namenstag | deutsche Entsprechung |
| ------ | ----------------------------------------- | --------- | --------------------- |
| Floora | von Flora, der römischen Göttin der Blüte | 13. Mai   | Flora                 |

```

```

### H
| Name                               | Ursprung/Bedeutung | Namenstag                           | deutsche Entsprechung     |
| ---------------------------------- | --- | ----------------------------------- | ------------------------- |
| Hanna, Hanne, Hannelle             | vom hebräischen Vornamen Hannah („Liebreiz“, „Anmut“, „Gnade“)                                                         | 21. Juli/3. Februar (orthodox)      | Hanna                     |
| Heidi                              | Kurzform von Vornamen mit dem Bestandteil Heid-/-heid                                                                  | 27. Juli/29. Mai (orthodox)         | Heidi                     |
| Heini, Heinikki                    | von Heinrich | 28. November/16. April (orthodox)   | Heini (als Männervorname) |
| Helena                             | latinisierte Form des griechischen Namens Ἑλένη (Helénē)/„die Sonnenhafte, die Strahlende, die Schöne“                 | 31. Juli/21. Mai (orthodox)         | Helena, Helene            |
| Heli, Helinä, Heljä                | Variante von Helena | 20. Februar                         |                           |
| Helka                              | finnische Variante von Helga                                                                                           | 31. Mai                             | Helga                     |
| Hella, Hellä, Helle, Helli, Hellin | Varianten von Helena                                                                                                   | 27. Oktober                         |                           |
| Hellevi, Hilla, Hille, Hillevi     | finnische Formen von Hedwig                                                                                            | 16. September/5. Februar (orthodox) | Hedwig                    |
| Helmi                              | vom finnischen Wort helmi (Perle)                                                                                      | 7. Mai/22. März (orthodox)          |                           |
| Helvi                              | finnische Form von Hedwig                                                                                              | 15. Oktober/5. Februar (orthodox)   |                           |
| Hely                               | Variante von Helena | 20. Februar                         |                           |
| Henna, Henni, Henriikka            | weibliche finnische Formen von Henrik                                                                                  | 19. Januar                          | Henrika, Henrike          |
| Hertta                             | von der germanischen Gottheit Nerthus                                                                                  | 4. November                         | Hertha                    |
| Heta                               | finnische Form von Hedwig                                                                                              | 15. Oktober                         |                           |
| Hilja                              | vom finnischen Wort hiljainen (ruhig, still)                                                                           | 8. Oktober                          |                           |
| Hilkka                             | vom finnischen Wort hilkka (Haube) bzw. von der finnischen Bezeichnung Punahilkka für das Rotkäppchen der Brüder Grimm | 27. November                        |                           |
| Hilma                              | aus dem Deutschen | 21. November                        |                           |
| Hilppa                             | finnische Form von Philippa                                                                                            | 8. Januar/21. April (orthodox)      | Philippa                  |

### I
| Name                   | Ursprung/Bedeutung                                                                            | Namenstag                                  | deutsche Entsprechung |
| ---------------------- | --------------------------------------------------------------------------------------------- | ------------------------------------------ | --------------------- |
| Iida                   | von der althochdeutschen Silbe id (Arbeit, Werk)                                              | 14. September/11. November (orthodox)      | Ida                   |
| Iina, Iines            | finnische Varianten von Ines                                                                  | 29. August/Iina: 10. März (orthodox)       | Ines                  |
| Iiris                  | von Iris, Botin der Götter in der griechischen Mythologie                                     | 14. November                               | Iris                  |
| Ilma, Ilmatar, Ilmi    | vom finnischen Wort ilma (die Luft), Ilmatar in der finnischen Mythologie der Geist der Lüfte | 26. August                                 |                       |
| Ilona                  | ungarische Variante von Helena                                                                | 9. Oktober                                 |                       |
| Ilta                   | vom finnischen Wort ilta (der Abend) oder als finnische Form von Hilda                        | 9. Juli                                    |                       |
| Immi, Impi             | vom finnischen Wort impi (Jungfrau)                                                           | 11. Juni                                   |                       |
| Inari                  | vom Ort Inari                                                                                 | 29. August                                 |                       |
| Inka, Inkeri           | finnische Varianten von Ingrid                                                                | 5. Oktober                                 | Ingrid                |
| Ira, Irene, Irina, Iro | vom griechischen Wort eirēnē εἰρήνη (Frieden), griechische Friedensgöttin Eirene              | 5. April/16. April und 5. Mai (orthodox)   | Irene                 |
| Irja                   | weibliche finnische Variante von Georg                                                        | 30. Januar/16. April und 5. Mai (orthodox) |                       |
| Irma, Irmeli           | vom althochdeutschen Wort ermin/irmin (groß, gewaltig)                                        | 31. März/4. September (orthodox)           |                       |

### J
| Name                                 | Ursprung/Bedeutung                                                                  | Namenstag                                                                       | deutsche Entsprechung |
| ------------------------------------ | ----------------------------------------------------------------------------------- | ------------------------------------------------------------------------------- | --------------------- |
| Jaana                                | Kurzform von Marjaana, Tatjana etc.                                                 | 15. August/21. Dezember (orthodox)                                              | Jana                  |
| Janette, Janika, Janina, Janita      | Varianten von Johanna                                                               | 15. November                                                                    |                       |
| Jasmin                               | von der Pflanze Jasmin                                                              | 9. Juli/2. Oktober (orthodox)                                                   | Jasmin                |
| Jemina                               | vom hebräischen Namen Jemima („Täubchen“), in der Bibel die Tochter Hiobs           | 2. Februar                                                                      |                       |
| Jenna, Jenni, Joanna, Johanna, Jonna | Varianten von Johanna                                                               | 21. Juli/Jenni: 24. Dezember (orthodox), Johanna und Jonna: 27. Juni (orthodox) | Johanna               |
| Josefiina                            | finnische weibliche Variante von Joseph, vom hebräischen יוֹסֵף yōsēf (er fügt hinzu) | 19. März                                                                        | Josephine, Josephina  |
| Julia, Juliaana                      | „aus dem Geschlecht der Julier“, Ursprung in Iulus                                  | 12. April/Julia: 18. Mai (orthodox)                                             | Julia                 |
| Jutta                                | Herkunft unklar                                                                     | 10. Dezember/15. Juli (orthodox)                                                | Jutta                 |

### K
| Name                                    | Ursprung/Bedeutung                                                                               | Namenstag                                                                   | deutsche Entsprechung         |
| --------------------------------------- | ------------------------------------------------------------------------------------------------ | --------------------------------------------------------------------------- | ----------------------------- |
| Kaarina, Kaija, Kaisa, Kaisu            | Kurzformen von Katariina                                                                         | 25. November/Kaija: 30. September (orthodox), Kaisa: 7. November (orthodox) | Karina                        |
| Kaino                                   | vom finnischen Wort kaino (schüchtern)                                                           | 18. Februar/28. Mai (orthodox)                                              |                               |
| Kanerva                                 | finnisch für Besenheide bzw. Heidekraut                                                          | 14. August                                                                  |                               |
| Karoliina                               | finnische Variante von Karoline                                                                  | 20. Mai                                                                     | Karoline                      |
| Kastehelmi                              | aus den finnischen Wörtnern kaste (Taufe) und helmi (Perle)                                      | 7. Mai                                                                      |                               |
| Katariina, Kati, Katja, Katri, Katriina | finnische Varianten von Katharina                                                                | 25. November                                                                | Katharina, Kati, Katja        |
| Kerttu, Kerttuli                        | finnische Varianten von Gertrud                                                                  | 17. März                                                                    | Gertrud                       |
| Kielo                                   | finnisch für Maiglöckchen                                                                        | 14. Juni                                                                    |                               |
| Kiia, Kirsi, Kirsti, Krista, Kristiina  | finnische Varianten von Christine                                                                | 24. Juni                                                                    | Christa, Christina, Christine |
| Klaara                                  | vom lateinischen Wort clarus (die „Leuchtende“, „Helle“, „Schöne“, „Klare“ oder auch „Berühmte“) | 12. August                                                                  | Klara                         |
| Kukka                                   | finnisch für Blume                                                                               | 13. Mai                                                                     |                               |
| Kukka-Maaria                            |                                                                                                  | 2. Juli                                                                     |                               |
| Kylli, Kyllikki                         | Kyllikki ist im Kalevala die Frau von Lemminkäinen                                               | 8. Dezember                                                                 |                               |

### L
| Name            | Ursprung/Bedeutung                                                                         | Namenstag                                          | deutsche Entsprechung |
| --------------- | ------------------------------------------------------------------------------------------ | -------------------------------------------------- | --------------------- |
| Lahja           | finnisch für Geschenk                                                                      | 7. August/11. September (orthodox)                 |                       |
| Laila, Leila    | vom arabischen ليلى, Lailā und hebräisch לילה (Nacht)                                      | 5. März/20. August (orthodox)                      | Leila                 |
| Laina           |                                                                                            | 8. Februar/8. Oktober (orthodox)                   |                       |
| Lauha           | vom finnischen Wort lauha (sanft, freundlich, mild)                                        | 20. April                                          |                       |
| Laura           | weibliche Variante von Laurentius (der Lorberbekränzte)                                    | 18. Januar                                         | Laura                 |
| Lea, Leea       | hebräischen Ursprungs                                                                      | 5. Januar/12. Dezember (orthodox)                  | Lea                   |
| Leena, Leeni    | Kurzformen von Helena oder Magdalena                                                       | 22. Juli/21. Mai (orthodox)                        | Lena                  |
| Lemmikki, Lempi | vom finnischen Wort lempi (Liebe, als Wortbestandteil Lieblings-)                          | 24. November                                       |                       |
| Lenita          | Kurzformen von Helena oder Magdalena                                                       | 22. Juli                                           |                       |
| Liina           | Kurzform von Karoliina oder Pauliina oder weibliche Variante von Linus                     | 22. Juni/13. Juni (orthodox)                       | Lina                  |
| Liisa, Liisi    | Kurzform von Elisabeth                                                                     | 19. November/24. April und 5. September (orthodox) | Lisa                  |
| Lilja, Lilli    | vom finnischen Wort lilja (Lilie)                                                          | 20. Mai                                            |                       |
| Linda           | vom althochdeutschen lind(i) (sanft, weich, mild)                                          | 15. April                                          | Linda                 |
| Linnea          | vom Gattungsnamen des Moosglöckchens (Linnaea borealis L.), Lieblingsblume Carl von Linnés | 3. August                                          |                       |
| Lotta           |                                                                                            | 12. Mai                                            | Lotta, Lotte          |
| Loviisa         | nordisch-finnische Variante von Luise                                                      | 25. August                                         |                       |
| Lumi            | „Schnee“                                                                                   | 2. Februar                                         |                       |
| Lyydia, Lyyli   | griechischer Ursprung (Frau aus Lydien)                                                    | 23. Mai                                            | Lydia                 |

### M
| Name  | Ursprung/Bedeutung | Namenstag     | deutsche Entsprechung |
| ----- | ------------------ | ------------- | --------------------- |
| Meri  | die See            | 3. Dezember   |                       |
| Mervi |                    | 21. September |                       |

### P
| Name                   | Ursprung/Bedeutung    | Namenstag | deutsche Entsprechung |
| ---------------------- | --------------------- | --------- | --------------------- |
| Paula, Pauliina        |                       | 22.06.    |                       |
| Petra                  |                       | 29.06.    |                       |
| Piia                   |                       | 28.12.    | Pia                   |
| Pilvi                  | Wolke                 | 19.04.    |                       |
| Pinja                  | Pinie                 | 06.10.    |                       |
| Piritta, Pirjo, Pirkko | Koseform von Brigitte | 07.10.    |                       |
| Pulmu                  |                       | 01.04.    |                       |
| Päivi, Päivikki, Päivä | Tag                   | 16.06.    |                       |
| Pälvi                  |                       | 19.04.    |                       |

### S
| Name | Ursprung/Bedeutung | Namenstag                | deutsche Entsprechung |
| ---- | ------------------ | ------------------------ | --------------------- |
| Suvi | Sommer             | 7. Juni/17. Mai orthodox |                       |

### T
| Name                    | Ursprung/Bedeutung                                                              | Namenstag | deutsche Entsprechung |
| ----------------------- | ------------------------------------------------------------------------------- | --------- | --------------------- |
| Taija                   | Variante von Taina                                                              | 13.10.    |                       |
| Taimi                   | Schössling, junge Pflanze                                                       | 08.09.    |                       |
| Taina                   | Kurzform von Tatjana                                                            | 13.10.    |                       |
| Talvikki                | ein im Winter geborenes Kind, Talvikit ist der Name des Wintergrüns,            | 11.02.    |                       |
| Tanja                   | Kurzform von Tatjana                                                            | 13.10.    |                       |
| Tarja                   | Variante von Daria: Schützerin, Mächtige                                        | 07.03.    |                       |
| Taru                    | Legende/Mythos; auch Verkleinerung von Tarja                                    | 07.03.    |                       |
| Tea, Teea               |                                                                                 | 06.02.    |                       |
| Teija                   | Abkürzung von Torotejia (von griechisch Dorothea: Geschenk Gottes)              | 06.02.    | Thea                  |
| Tellervo                | aus dem Kalevala, Name einer Hirtin des Waldgottes Tapio                        | 13.04.    |                       |
| Teresa                  |                                                                                 | 26.04.    | Therese               |
| Terhe, Terhi, Terhikki  | Kurzform von Terhenetär, einem Geist aus der Kalevala, von Terhen: Dunst, Nebel | 06.02.    |                       |
| Terttu                  | (Blüten)Traube                                                                  | 26.04.    |                       |
| Tiia                    | Form von Dorothea                                                               | 06.02.    |                       |
| Tiina                   | Abkürzung von Kristiina                                                         | 24.07.    | Tina                  |
| Tilda                   | Variante von Matilda                                                            | 14.03.    |                       |
| Titta                   | möglicherweise Variante von Tiina                                               | 08.01.    |                       |
| Toini                   | Variante von Antonia                                                            | 12.01.    | Toni                  |
| Tuija                   | Zeder                                                                           | 25.02.    |                       |
| Tuire                   | vermutlich Abkürzung von Tuiretuis aus der Kalevala                             | 25.02.    |                       |
| Tuomi                   | Traubenkirsche                                                                  | 15.04.    |                       |
| Tuovi                   | abgeleitet vom Thor oder Taube                                                  | 12.12.    |                       |
| Tuula                   | Wind                                                                            | 14.05.    |                       |
| Tuuli, Tuulia, Tuulikki |                                                                                 | 22.02.    |                       |
| Tytti                   | Spitzname für Tynne                                                             | 18.09.    |                       |
| Tyyne, Tyyni            | von tyyni = ruhig                                                               | 18.09.    |                       |

### U
| Name   | Ursprung/Bedeutung                       | Namenstag | deutsche Entsprechung |
| ------ | ---------------------------------------- | --------- | --------------------- |
| Ulla   |                                          | 04.07.    | Ulla                  |
| Ulpu   | abgeleitet Ulpukka, der Gelben Teichrose | 04.07.    |                       |
| Unelma | Traum                                    | 02.12.    |                       |
| Ursula |                                          | 21.10.    | Ursula                |